# IC 1296
IC 1296 (również PGC 62532 lub UGC 11374) – galaktyka spiralna z poprzeczką znajdująca się w konstelacji Lutni w odległości około 200 milionów lat świetlnych od Ziemi. Została odkryta 2 października 1893 roku przez Edwarda Barnarda. Galaktyka IC 1296 jest widoczna w pobliżu Mgławicy Pierścień.
W galaktyce tej zaobserwowano supernową SN 2013ev.